# Manfred Wolke
Manfred Wolke (Babelsberg, 14 gennaio 1943 – Francoforte sull'Oder, 29 maggio 2024) è stato un pugile tedesco.

## Palmarès

### Olimpiadi
- 1 medaglia:
  - 1 oro (Città del Messico 1968 nei pesi welter)